# Kacgae
Kacgae est une ville du Botswana.